# Joyce Redman
Joyce Redman (Contea di Mayo, 7 dicembre 1915 – Kent, 9 maggio 2012) è stata un'attrice irlandese.

## Biografia
Nata da una famiglia protestante anglo - irlandese, Joyce Redman venne educata fin da bambina da un'istitutrice assieme alle altre tre sorelle. Studiò recitazione alla prestigiosa Royal Academy of Dramatic Art di Londra.
Conosciuta per le numerose interpretazioni televisive e teatrali, ebbe grande successo sul palcoscenico negli anni quaranta con Shadow and Substance, Claudia e Lady Precious Stream.
Recitò in diversi film, ottenendo critiche molto positive come in Tom Jones (1963), dove fu protagonista di un'indimenticabile scena col cibo, divenuta un cult, a tavola insieme ad Albert Finney, e in Otello (1965), per i quali ottenne due candidature all'Oscar alla miglior attrice non protagonista, rispettivamente nel 1964 e 1966.
Per Otello ebbe inoltre la candidatura al Golden Globe, sempre come migliore attrice non protagonista.

## Filmografia parziale
- Volo senza ritorno (One of Our Aircraft Is Missing), regia di Michael Powell ed Emeric Pressburger (1942)
- Tom Jones, regia di Tony Richardson (1963)
- Otello (Othello), regia di Stuart Burge (1965)
- Prudenza e la pillola (Prudence and the Pill), regia di Fielder Cook (1968)

## Doppiatrici italiane
- Rosetta Calavetta in Tom Jones
- Adriana De Roberto in Otello

## Riconoscimenti
- Premi Oscar 1964 - Candidatura all'Oscar alla miglior attrice non protagonista per Tom Jones
- Premi Oscar 1966 - Candidatura all'Oscar alla miglior attrice non protagonista per Otello